# Parkusjärvi
Parkusjärvi är en sjö i kommunen Ylöjärvi i landskapet Birkaland i Finland. Arean är 38 hektar och strandlinjen är 5,19 kilometer lång. Sjön  ingår i Kumo älvs huvudavrinningsområde.   Den ligger omkring 33 kilometer norr om Tammerfors och omkring 190 kilometer norr om Helsingfors. 
I sjön finns ön Isosaari. 